# Valea de Sus
Valea de Sus – wieś w Rumunii, w okręgu Bihor, w gminie Câmpani. W 2011 roku liczyła 302 mieszkańców.